# Макопсе (микрорайон)
Макопсе́ — курортный микрорайон в Лазаревском районе муниципального образования «город-курорт Сочи» в Краснодарском крае.

## География
Находится у побережья Чёрного моря, в устье одноимённой реки Макопсе. Расположен в 8 км к северо-западу от районного центра — Лазаревское, в 65 км от Центрального Сочи и в 133 км к югу от города Краснодар (по прямой). 
Через Макопсе проходит федеральная автотрасса А-147 «Джубга-Адлер» и железнодорожная ветка Северо-Кавказской железной дороги. В пределах района расположена железнодорожная платформа Макопсе.
Граничит с землями населённых пунктов: Вишнёвка на северо-западе, Калиновка на севере, Наджиго на северо-востоке и Совет-Квадже на юго-востоке.
Макопсе расположен в узкой низменной долине, в предгорной зоне Черноморского побережья. Рельеф преимущественно холмисто-гористый. Средние высоты на территории посёлка составляют 48 метров над уровнем моря. Абсолютные высоты в окрестностях достигают 500 метров над уровнем моря. В северо-восточной окраине посёлка расположена гора — Тамурдере (518 м). 
Гидрографическая сеть представлена в основном реками Макопсе и Водопадная, а также малыми родниковыми ручьями несущими свои воды прямо в Чёрное море. 
Климат в посёлке — влажный субтропический (Cfa согласно классификации климата Кёппена).  Среднегодовая температура воздуха составляет около +13,5°С, со средними температурами июля около +24,0°С, и средними температурами января около +6,0°С. Среднегодовое количество осадков составляет около 1400 мм. Основная часть осадков выпадает в зимний период.

## Этимология
Посёлок получил своё название от реки Макопсе, в устье которой он и расположен. Макопсе (адыг. Мэкъупсы) в переводе с адыгейского языка означает — «сенная река», где «мэкъу» — сено и «псы» — река. 

## История
Первые поселения на территории современного Макопсе были основаны ещё в эпоху каменного века.
С древних времён в устье реки Макопсе проживали племена зихов, и их потомки адыги и убыхи.
После завершения Кавказской войны и окончательного присоединения Черкесии к Российской империи, практически всё местное население было депортировано в Османскую империю в ходе масштабного мухаджирства.
В 1870-х годах греческому подданному Анастасу Апостолову, русским императором было вручено в дар земли в низовье реки Макопсе. Тогда же сюда начали переселяться понтийские греки, бежавшие из Малой Азии.
Село Макопсе впервые зарегистрировано по ревизии от 26 апреля 1923 года, в составе Вельяминовской волости Туапсинского района Черноморского округа Кубано-Черноморской области.
21 мая 1935 года село Макопсе было избрано административным центром Макопсинского сельского Совета и в связи с упразднением Туапсинского района, передано в состав Шапсугского района Азово-Черноморского края. В 1945 году Шапсугский район был реорганизован и переименован в Лазаревский.
С 26 декабря 1962 года по 12 января 1965 года село числилось в составе Туапсинского сельского района Краснодарского края.
13 января 1965 года село Макопсе было включено в состав города-курорта Сочи, с присвоением населённому пункту статуса внутригородского микрорайона.

## Население
Население микрорайона составляет около 2000 человек. В основном это русские, греки, армяне и адыги.

## Достопримечательности
Туристической достопримечательностью в селе является — источник Святого Георгия

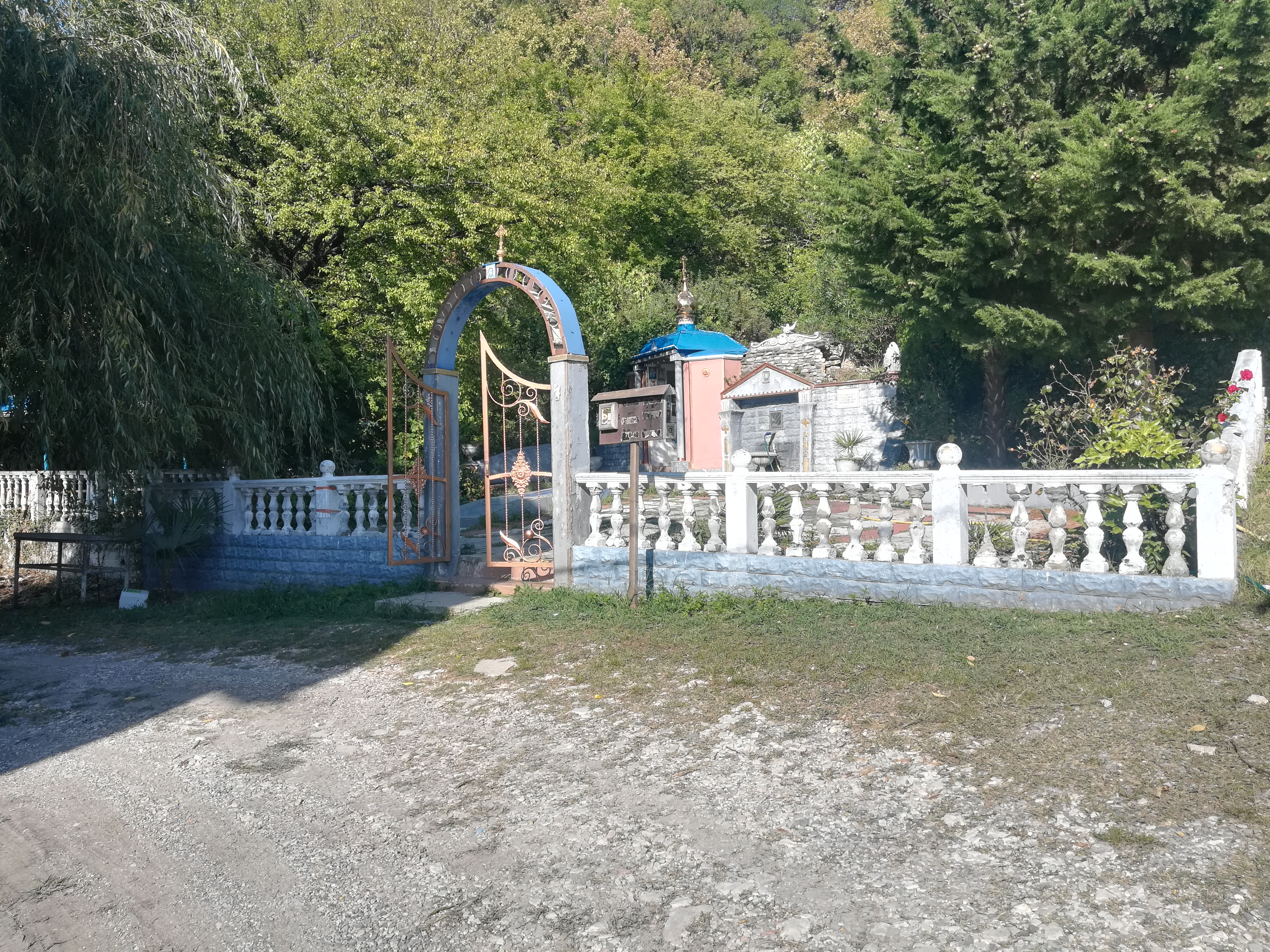
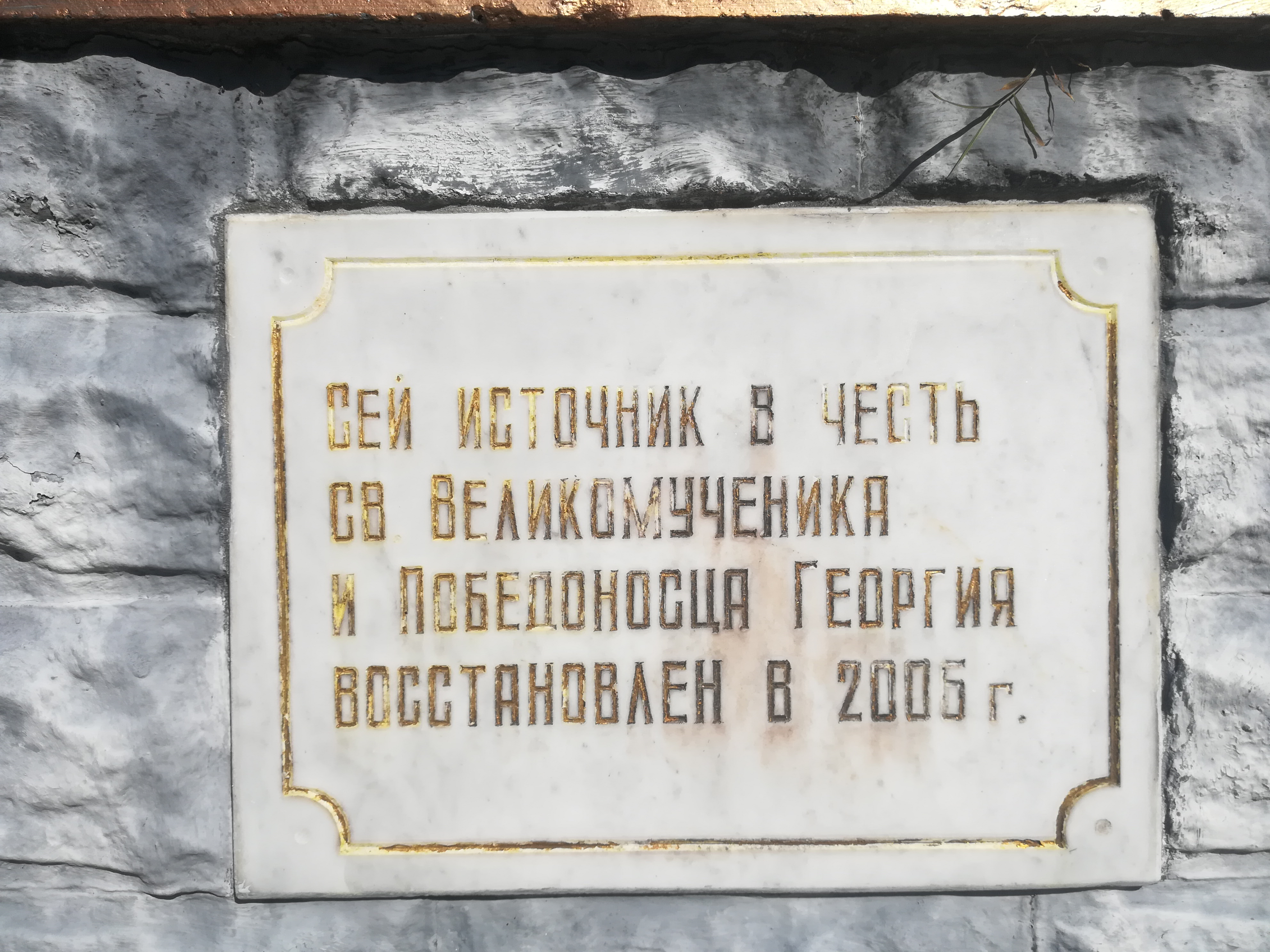
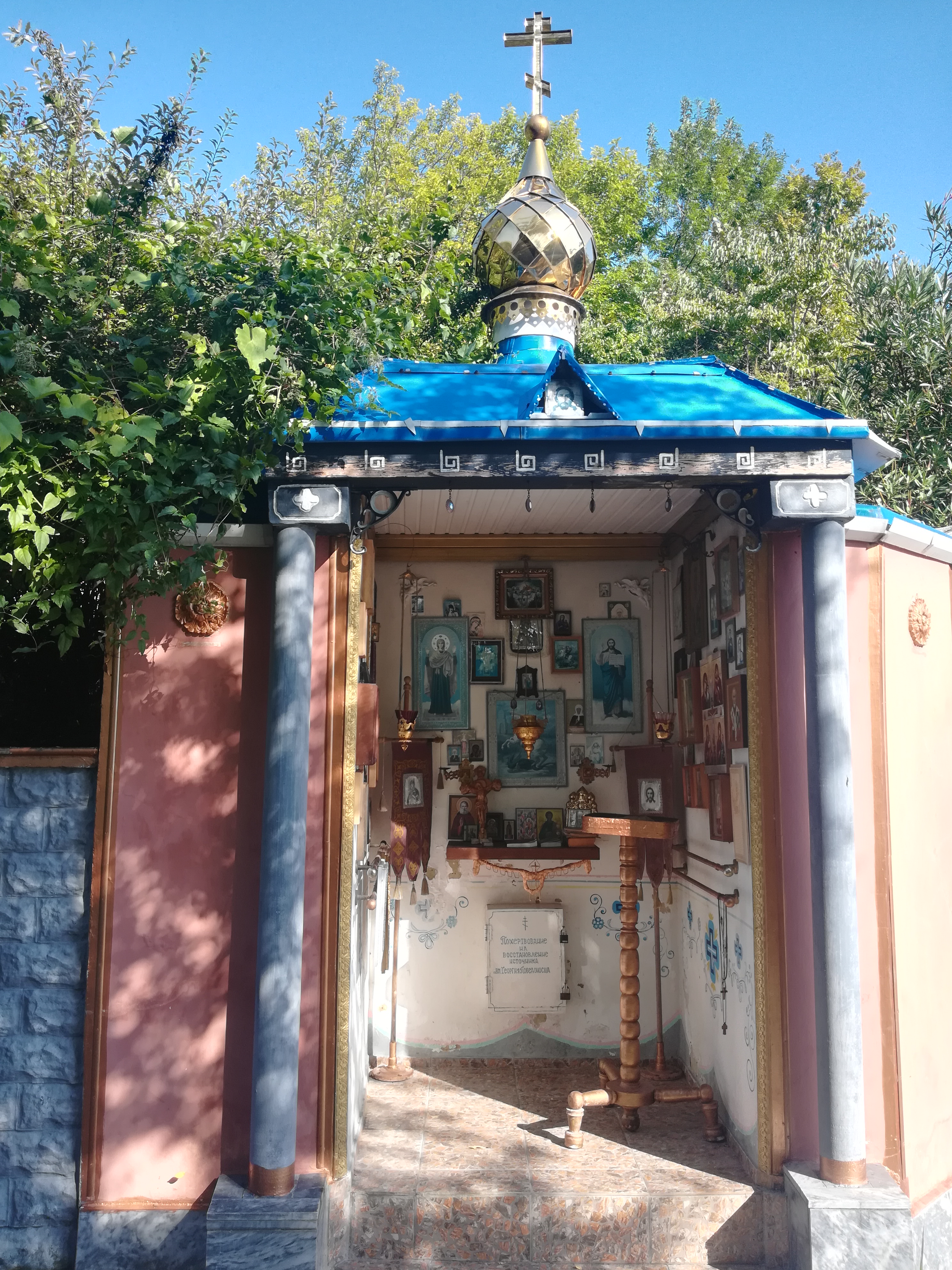
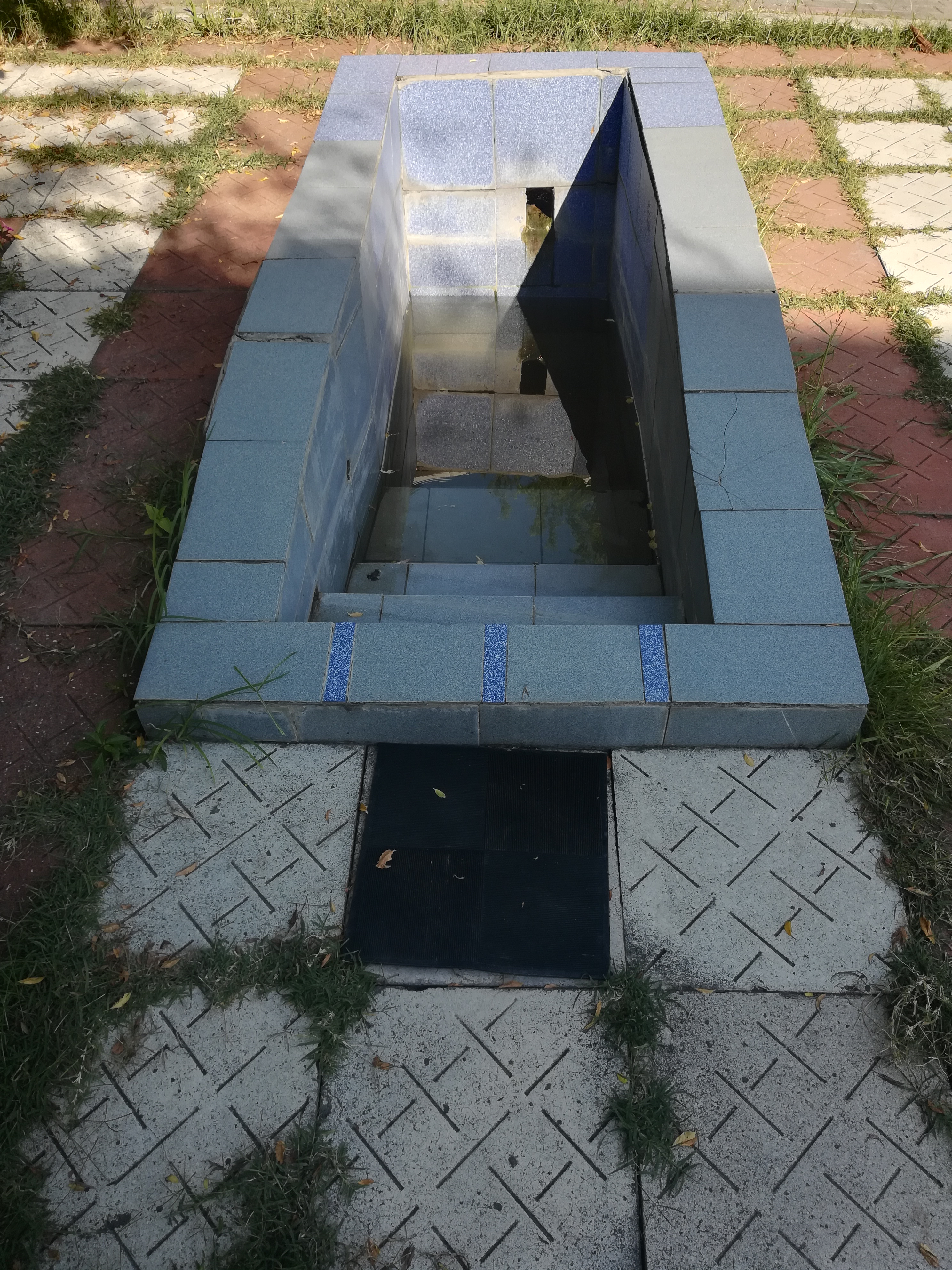

## Образование
МКОУ Средняя общеобразовательная школа № 79 — ул. Свободы, 30. 

## Кладбища

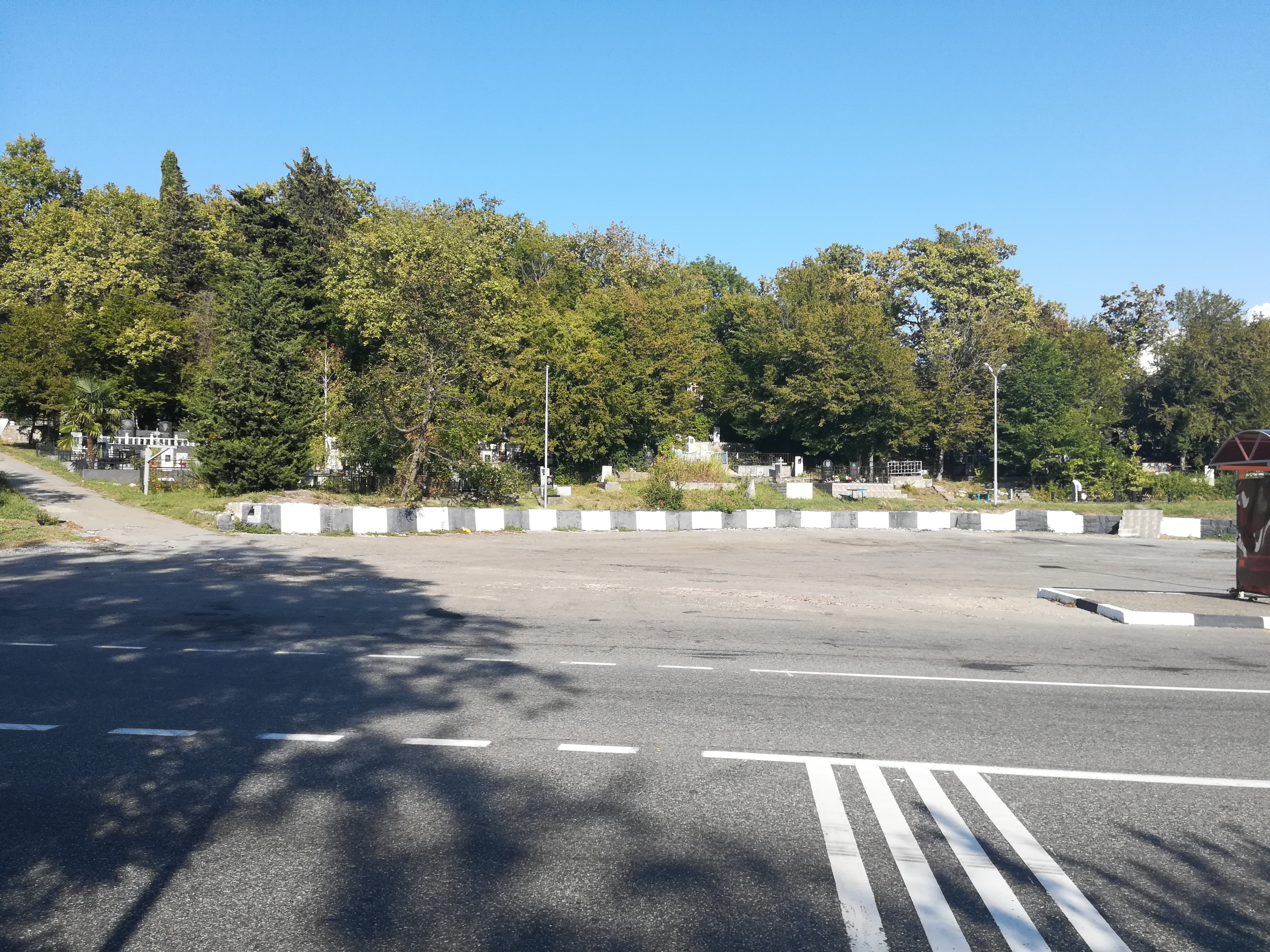
Кладбище

На улице Макопсинской расположено интернациональное кладбище северной зоны Лазаревского района города Сочи.

## Экономика
Основными отраслями экономики в посёлке является туризм. В посёлке расположены несколько оздоровительных комплексов. Развиты сети гостиниц, ресторанов и кафе. 
Пляжная зона в пределах микрорайона тянется на 6 километров в длину. В основном вся она покрыта галькой, с небольшими песчаными островами в местах наноса горными реками. 

## Районы
Посёлок Макопсе исторически разделён на три района — собственно Макопсе (северная часть посёлка с улицами Свободы, Сусанина и Пляжная), Верхнее Макопсе (центральная часть посёлка с улицей Греческая) и Нижнее Макопсе (южная часть посёлка с улицами Майская, Кольцова и Сибирская). 

## Улицы
Главной улицей микрорайона является улица Макопсинская, по которой проходит федеральная автотрасса А-147.

| Греческая |
| Кольцова  |
| Майская   |

| Макопсинская |
| Пляжная      |
| Свободы      |

| Сибирская |
| Сусанина  |